# Бент, Даррен
Да́ррен Э́шли Бент (англ. Darren Bent; 6 февраля 1984, Лондон) — английский футболист, нападающий.
Даррен Бент начал свою карьеру в 2001 году, в клубе «Ипсвич Таун». За 122 матча забил 47 голов в лиге, чем и привлек скаутов «Чарльтона». В 2005 году перешёл в «Чарльтон» за 2,5 млн фунтов. В течение двух последующих сезонов он становился лучшим бомбардиром в команде. Затем перешёл в «Тоттенхэм Хотспур» за 16,5 млн фунтов, что явилось клубным рекордом.
18 января 2011 года был подписан «Астон Виллой» за рекордные для клуба 24 млн фунтов стерлингов. Летом 2012 года футболистом интересовался московский «Спартак».
Он прошёл все звенья английской сборной с 15 лет, и дебютировал за сборную Англии в 2006 году в матче против сборной Уругвая.

## Биография
Родился в Тутинге (Южный Лондон). У Бента есть ямайские корни. Его отец выступал за молодёжные команды «Уимблдона» и «Брентфорда».
В возрасте 14 лет пришёл в команду «Ипсвич Таун». В 2001 году подписал с клубом профессиональный контракт. Первый матч сыграл в кубке УЕФА против «Хельсингборга». Свой первый гол забил в розыгрыше кубка лиги в ворота «Ньюкасл Юнайтед», правда он не помог команде, в результате проигравшей 4:1. В Английской Премьер-лиге свой первый гол забил в ворота «Миддлсборо» 24 апреля 2002 года. В составе «трактористов» Даррен провёл 122 матча в которых забил 47 мячей
Перешёл в «Чарльтон» 1 июня 2005 года. Первоначальная сумма трансфера была 2,5 млн фунтов стерлингов, и возрастала до 3 млн фунтов при проведение определённого количества игр, за основную команду. В день открытия сезона Премьер-лиги 2005/2006 сделал дубль, в дебютном матче против «Сандерленда», и стал лучшим футболистом в августе в Премьер-лиги. Бент стал самым результативным англичанином в Премьер-лиге забив 18 голов. Однако тренер сборной Англии не заявил его на ЧМ-2006 и взял 17-летнего Тео Уолкота.
В 2007 году Бент согласился перейти в «Тоттенхэм», который предложил ему зарплату в 45 тыс. фунтов стерлингов в неделю. Также, им интересовался «Вест Хэм», который предлагал ему личный контракт в 75 тыс. фунтов. Сумма трансфера футболиста в новый клуб составила 16,5 млн фунтов, что стало самым дорогим приобретением клуба, но карьера на Уайт Харт Лейн у футболиста сложилась неудачно. Череда травм помешала футболисту раскрыться. В конечном счете он провёл здесь только два сезона, в общей сложности забив 18 голов.
Перешёл в «Сандерленд» в 2009 году после того как в «Тоттенхэм» перешли Роман Павлюченко и Джермейн Дэфо с аренды. После перехода стал основным игроком «Сандерленда», ходили даже слухи, что сэр Сэр Алекс Фергюсон хочет привлечь его в команду. В 58 матчах за «Сандерленд» в Премьер-лиге он забил 32 гола. Самые известные его голы были на «Олд Траффорд» и на «Сити оф Манчестер».
Перешёл в «Астон Виллу» в 2011 году за 18 млн фунтов. В дебютном матче забил победный гол в ворота «Манчестер Сити».
16 августа 2013 года «Фулхэм» объявил об аренде, сроком на один сезон, нападающего «Астон Виллы» Даррена Бента. Тем самым «дачники» выиграли борьбу за игрока у клуба «Ньюкасл», проявлявшему интерес к форварду сборной Англии. Предыдущий сезон форвард завершил с показателем 5 голов в 18 матчах с учётом всех турниров. После своего перехода Даррен дал интервью, в котором сетовал на то, что наставник «вилланов» Пол Ламберт игнорировал его и не давал ему шанса, несмотря на все старания игрока.

## Достижения
- Победитель Английского Кубка Лиги: 2008
- Финалист Английского Кубка Лиги: 2009
- Обладатель «Бронзовой бутсы чемпионата Англии»: 2010

## Статистика

### Клубная статистика
По состоянию на 16 апреля 2011 года
| Клуб              | Сезон            | Лига | Лига | Кубок ФА | Кубок ФА | Кубок Лиги | Кубок Лиги | Еврокубки | Еврокубки | Другие | Другие | Итого | Итого |
| Клуб              | Сезон            | Игры | Голы | Игры     | Голы     | Игры       | Голы       | Игры      | Голы      | Игры   | Голы   | Игры  | Голы  |
| ----------------- | ---------------- | ---- | ---- | -------- | -------- | ---------- | ---------- | --------- | --------- | ------ | ------ | ----- | ----- |
| Ипсвич Таун       | 2001/02          | 5    | 1    | 0        | 0        | 1          | 1          | 1         | 0         | 0      | 0      | 7     | 2     |
| Ипсвич Таун       | 2002/03          | 35   | 12   | 2        | 3        | 3          | 2          | 3         | 1         | 0      | 0      | 43    | 18    |
| Ипсвич Таун       | 2003/04          | 37   | 15   | 1        | 0        | 1          | 0          | 0         | 0         | 2      | 1      | 41    | 16    |
| Ипсвич Таун       | 2004/05          | 45   | 19   | 1        | 0        | 2          | 0          | 0         | 0         | 2      | 0      | 50    | 19    |
| Ипсвич Таун       | Итого            | 122  | 47   | 4        | 3        | 7          | 3          | 4         | 1         | 4      | 1      | 141   | 55    |
| Чарльтон Атлетик  | 2005/06          | 36   | 18   | 5        | 2        | 3          | 2          | 0         | 0         | 0      | 0      | 44    | 22    |
| Чарльтон Атлетик  | 2006/07          | 32   | 13   | 0        | 0        | 3          | 2          | 0         | 0         | 0      | 0      | 35    | 15    |
| Чарльтон Атлетик  | Итого            | 68   | 31   | 5        | 2        | 6          | 4          | 0         | 0         | 0      | 0      | 79    | 37    |
| Тоттенхэм Хотспур | 2007/08          | 27   | 6    | 0        | 0        | 1          | 0          | 8         | 2         | 0      | 0      | 36    | 8     |
| Тоттенхэм Хотспур | 2008/09          | 33   | 12   | 1        | 0        | 3          | 1          | 6         | 4         | 0      | 0      | 43    | 17    |
| Тоттенхэм Хотспур | Итого            | 60   | 18   | 1        | 0        | 4          | 1          | 14        | 6         | 0      | 0      | 79    | 25    |
| Сандерленд        | 2009/10          | 38   | 24   | 2        | 1        | 0          | 0          | 0         | 0         | 0      | 0      | 40    | 25    |
| Сандерленд        | 2010/11          | 20   | 8    | 1        | 1        | 2          | 2          | 0         | 0         | 0      | 0      | 23    | 11    |
| Сандерленд        | Итого            | 58   | 32   | 3        | 2        | 2          | 2          | 0         | 0         | 0      | 0      | 63    | 36    |
| Астон Вилла       | 2010/11          | 16   | 9    | 0        | 0        | 0          | 0          | 0         | 0         | 0      | 0      | 16    | 9     |
| Астон Вилла       | 2011/12          | 16   | 6    | 0        | 0        | 0          | 0          | 0         | 0         | 0      | 0      | 16    | 9     |
| Астон Вилла       | Итого            | 32   | 15   | 0        | 0        | 0          | 0          | 0         | 0         | 0      | 0      | 32    | 18    |
| Итого за карьеру  | Итого за карьеру | 339  | 144  | 13       | 7        | 19         | 10         | 18        | 7         | 4      | 1      | 378   | 164   |

### Статистика выступлений за сборную
| Матчи Даррена Бента за сборную Англии | Матчи Даррена Бента за сборную Англии | Матчи Даррена Бента за сборную Англии | Матчи Даррена Бента за сборную Англии | Матчи Даррена Бента за сборную Англии | Матчи Даррена Бента за сборную Англии | Матчи Даррена Бента за сборную Англии |
| ------------------------------------- | ------------------------------------- | ------------------------------------- | ------------------------------------- | ------------------------------------- | ------------------------------------- | ------------------------------------- |
| №                                     | Дата                                  | Оппонент                              | Счёт                                  | Голы                                  | Соревнование                          |                                       |
| 1                                     | 1 марта 2006                          | Уругвай                               | 2 : 1                                 | -                                     | Товарищеский матч                     |                                       |
| 2                                     | 16 августа 2006                       | Греция                                | 4 : 0                                 | -                                     | Товарищеский матч                     |                                       |
| 3                                     | 21 ноября 2007                        | Хорватия                              | 2 : 3                                 | -                                     | Отборочный матч ЧЕ 2008               |                                       |
| 4                                     | 19 ноября 2008                        | Германия                              | 2 : 1                                 | -                                     | Товарищеский матч                     |                                       |
| 5                                     | 14 ноября 2009                        | Бразилия                              | 0 : 1                                 | -                                     | Товарищеский матч                     |                                       |
| 6                                     | 30 мая 2010                           | Япония                                | 2 : 1                                 | -                                     | Товарищеский матч                     |                                       |
| 7                                     | 7 сентября 2010                       | Швейцария                             | 3 : 1                                 | 1                                     | Отборочный матч ЧЕ 2012               |                                       |
| 8                                     | 9 февраля 2011                        | Дания                                 | 2 : 1                                 | 1                                     | Товарищеский матч                     |                                       |
| 9                                     | 26 марта 2011                         | Уэльс                                 | 2 : 0                                 | 1                                     | Отборочный матч ЧЕ 2012               |                                       |
| 10                                    | 4 июня 2011                           | Швейцария                             | 2 : 2                                 | -                                     | Отборочный матч ЧЕ 2012               |                                       |
| 11                                    | 7 октября 2011                        | Черногория                            | 2 : 2                                 | 1                                     | Отборочный матч ЧЕ 2012               |                                       |
| 12                                    | 12 ноября 2011                        | Испания                               | 1 : 0                                 | -                                     | Товарищеский матч                     |                                       |
| 13                                    | 15 ноября 2011                        | Швеция                                | 1 : 0                                 | -                                     | Товарищеский матч                     |                                       |